# Fernando de Castro (conde de Basto)
Fernando de Castro (1530 - 1590) fue un noble portugués, primer conde de Basto. 
Miembro de una distinguida familia de Évora, su padre fue Diego de Castro, alcalde Mayor de Alegrete, y de Felipa de Ataíde, mientras que sus hermanos fueron Miguel de Castro, Arzobispo de Lisboa y Virrey de Portugal, María de Castro, Pedro de Castro, Álvaro de Castro y Diego de Castro, estos dos últimos fidalgos de la Casa Real Portuguesa.
Gracias a su apoyo a Felipe II durante la guerra de sucesión portuguesa, obtuvo de este la concesión del título de conde de Basto por carta del 14 de septiembre de 1585. Además, consejero de Estado de Portugal y comendador de Almodavar y de la villa de Garvão de la orden de Santiago.
Primero se casó con Joana de Noronha de Albuquerque y luego con Filipa de Mendonça. De su segundo matrimonio nacieron Diego de Castro, virrey de Portugal y segundo conde de Basto, y Joana de Castro Mendonça, esposa de Luis de Portugal, IV Conde de Vimioso.
Ocupó el Palacio de los Condes de Basto, vivienda entregada a su padre por el conde Alfonso V.